# مالكوم دوغلاس
مالكوم دوغلاس (بالإنجليزية: Malcolm Douglas)‏ هو سياسي نيوزلندي، ولد في 1941. حزبياً، نشط في حزب العمال النيوزيلندي. وقد انتخب عضو مجلس النواب نيوزيلندا.